# Austrofestuca triticoides
Austrofestuca triticoides là một loài thực vật có hoa trong họ Hòa thảo. Loài này được (Trin.) E.B.Alexeev mô tả khoa học đầu tiên năm 1987.